# مارينا أرزاماسوفا
مارينا ألياكساندروفا أرزاماسوفا (بالبيلاروسية: Марына Аляксандраўна Арзамасава) هي عداءة مسافات متوسطة بيلاروسية ولدت في يوم 17 ديسمبر 1987 في منسك، أبرز إنجازاتها هو فوزها بالميدالية الذهبية في دورة بطولة العالم لألعاب القوى 2015 في سباق 800 متر.